# Discografia formației R5
Discografia formației R5 consistă din 2 albume de studio, 5 EP-uri, 11 single-uri, 2 single -uri promoționale și 21 videoclipuri muzicale. În martie 2010, și-au lansat un EP, Ready Set Rock, iar în septembrie 2013 și-au lansat albumul de debut prin Hollywood Records.
Al doilea EP, intitulat Loud, a fost lansat pe data de 19 februarie 2013, care a inclus cântecul principal „Loud”. Cântecul a ajuns numărul 72 pe Japan Hot 100 și 199 în Marea Britanie. Albumul de studio de debut al formației, Louder, a fost lansat pe data de 24 septembrie 2013, iar albumul nu include numai patru cântece de pe EP-ul Loud, dar și șapte cântece noi. Single-ul principal de pe album, „Pass Me By”, a avut premiera la Radio Disney pe data de 16 august 2013. Videoclipul a avut premiera pe data de 29 august pe Disney Channel și poate fi vizionat pe canalul VEVO al formației pe YouTube. Cel de-al doilea single, „(I Can't) Forget About You”, a fost lansat pe 25 decembrie 2013 și a ajuns numărul 47 pe Billboard Digital Pop Songs.

## Albume

### Albume de studio
| Louder                                                                                                   | - Lansat: 24 septembrie 2013 - Format: CD, digital download - Casă de discuri: Hollywood Records | 24 | 47 | 121 | 59 | 11 | 60 | 13 | 27 | 38 | 149 | - SUA: 150.000 |
| Sometime Last Night                                                                                      | - Lansat: 10 iulie 2015 - Format: CD, digital download - Casă de discuri: Hollywood Records      | —  | —  | —   | —  | —  | —  | —  | —  | —  | —   |                |
| „—” arată că cântecul nu a ajuns pe niciun loc pe chart sau cântecul nu a fost lansat pe acel teritoriu. |                                                                                                  |    |    |     |    |    |    |    |    |    |     |                |

### Extended play-uri
| Ready Set Rock                                                                                           | - Lansat: 9 martie 2010 - Format: EP, digital download - Casă de discuri: Independent           | —  | —  |              |
| Loud | - Lansat: 19 februarie 2013 - Format: EP, digital download - Casă de discuri: Hollywood Records | 69 | —  | - US: 50.000 |
| Live in London                                                                                           | - Lansat: 29 mai 2014 - Format: EP, digital download - Casă de discuri: Hollywood Records       | —  | —  |              |
| Heart Made Up On You                                                                                     | - Lansat: 22 iulie 2014 - Format: EP, digital download - Casă de discuri: Hollywood Records     | 36 | 19 |              |
| „—” arată că cântecul nu a ajuns pe niciun loc pe chart sau cântecul nu a fost lansat pe acel teritoriu. |                                                                                                 |    |    |              |

## Single-uri

### Ca artiști principali
| „Loud”                                                                                                   | 2013 | — | —  | 72 | 199 | Louder               |
| „Pass Me By”                                                                                             | 2013 | — | 50 | —  | —   | Louder               |
| „(I Can't) Forget About You”                                                                             | 2013 | — | 47 | —  | —   | Louder               |
| „One Last Dance”                                                                                         | 2014 | — | —  | —  | —   | Louder               |
| „Heart Made Up on You”                                                                                   | 2014 | — | —  | —  | —   | Heart Made Up on You |
| „Smile”                                                                                                  | 2014 | — | —  | —  | —   | N/A                  |
| „—” arată că cântecul nu a ajuns pe niciun loc pe chart sau cântecul nu a fost lansat pe acel teritoriu. |      |   |    |    |     |                      |

### Ca artiști care fac featuring
| Cântec                                          | An   | Album |
| ----------------------------------------------- | ---- | ----- |
| „Make Some Noise” (cu Artists Against Bullying) | 2012 | N/A   |

### Single-uri promoționale
| Cântec            | An   | Album |
| ----------------- | ---- | ----- |
| „Say You'll Stay” | 2011 | N/A   |

## Alte cântece pe chart
| „Christmas Is Coming”                                                                                    | 2012 | 14 | Disney Channel Holiday Playlist |
| „—” arată că cântecul nu a ajuns pe niciun loc pe chart sau cântecul nu a fost lansat pe acel teritoriu. |      |    |                                 |

## Alte apariții
| Titlu                  | An   | Album                           |
| ---------------------- | ---- | ------------------------------- |
| „Christmas Is Coming”  | 2012 | Disney Channel Holiday Playlist |
| „Crazy 4 U”            | 2012 | Austin & Ally                   |
| „What Do I Have To Do” | 2012 | Austin & Ally                   |

## Videoclipuri muzicale
| Titlu                        | An   | Director      | Note         |
| ---------------------------- | ---- | ------------- | ------------ |
| „Without You”                | 2009 | Riker Lynch   |              |
| „Can't Get Enough of You”    | 2010 | Riker Lynch   |              |
| „Never”                      | 2010 | Riker Lynch   |              |
| „Say You'll Stay”            | 2011 | Riker Lynch   |              |
| „Make Some Noise”            | 2012 | N/A           |              |
| „Loud”                       | 2013 | Ryan Pallotta |              |
| „Pass Me By”                 | 2013 | Ryan Pallotta |              |
| „(I Can't) Forget About You” | 2014 | Thom Glunt    |              |
| „Counting Stars” (Live)      | 2014 | Tim Wheeler   | Cu The Vamps |
| „One Last Dance”             | 2014 | Michel Sandy  |              |
| „Rock That Rock”             | 2014 | N/A           |              |
| „Heart Made Up On You”       | 2014 | Thom Glunt    |              |